# اچ‌دی ۱۹۶۸۸۵
اچ‌دی ۱۹۶۸۸۵ یک ستاره است که در صورت فلکی دلفین قرار دارد.